# Kenta Miyake
Kenta Miyake (三宅 健太 Miyake Kenta?,  Prefectura de Okinawa, Japón, 23 de agosto de 1977) es un actor de voz japonés, afiliado a 81 Produce. Ha participado en series como Fullmetal Alchemist: Brotherhood, Wolf's Rain, My Hero Academia, .hack//Roots y Shakugan no Shana, entre otras. Miyake es fanático del judo.

## Biografía
Miyake soñaba con convertirse en seiyū con la esperanza de conocer a una actriz que admirara y con la que quisiera coprotagonizar. Después de graduarse del Amusement Media Research Institute, se unió a la agencia de talentos 81 Produce. Se convirtió en el actor de voz de reemplazo, después de actores fallecidos Masashi Amenomori, Shigezō Sasaoka, Hirotaka Suzuoki, Daisuke Gōri, Nobuyuki Furuta, Unshō Ishizuka, Yū Shimaka y Kiyoyuki Yanada. Además, Miyake prestó su voz a Elephantus en Yatterman Night, dedicada a Kazuya Tatekabe. Miyake ganó el premio al Mejor Actor en un Papel Secundario en la 13° edición de los Seiyū Awards.

## Filmografía

### Anime
2000
- Pokémon como Ringuma.

2002
- Digimon Frontier como Dynasmon.
- Heat Guy J como Giovanni Gallo.
- MegaMan NT Warrior como Count Eleki y Hoeeruman.
- Pokémon: Generación Avanzada como Donphan.

2003
- Avenger como Gates.
- Bobobo como Crimson y Maiteru.
- Bōken Ō Beet como Arusaido.
- Gungrave como Nathan.
- Ikki Tōsen como Kakou-Ton Genjou, Shigi Taishiji y el Narrador.
- MegaMan NT Warrior: Axess como Junkman.
- Shingetsutan Tsukihime como Nero Chaos.
- Sonic X como Vector the Crocodile.
- Wolf's Rain como Tsume.
- Zatch Bell! como Garza y Rain.
- Zentrix como Zeus.

2004
- Major como Taizou Saotome.
- Mezzo DSA como Kira.
- Naruto como Jiroubou.
- Onmyou Taisenki como Byakko no Rangetsu, Daikoujin de Byakko no Kogenta y sonidos de demonios.
- Tenjō Tenge como Kouji Sagara.

2005
- Akagi como Ohta, Tahara, Yamazaki y Yoshioka.
- Black Cat como Gallom.
- Bleach como Shiroganehiko.
- Futakoi Alternative como Hinokichi Kinoshita.
- Guyver como Zerbebuth.
- Honey and Clover como Aida Kazuo.
- Ichigo Mashimaro como el padre de Ana.
- Immortal Grand Prix como Zanak Strauss.
- Jigoku Shōjo como Yoshiyuki Kusunoki.
- La Ley de Ueki como Maruo Taira.
- Noein como Isuka y Takuya Mayuzumi.
- One Piece como Zambai.
- Shakugan no Shana como Sydonay Metamorfosis (Senpen).

2006
- .hack//Roots como Tawaraya y Touta.
- Black Lagoon como el Agente Blend y Menishov.
- Black Lagoon: The Second Barrage como Antonio, Menishov y Yoshida.
- D.Gray-man como Skinn Boric.
- Gintama como Harada, Koishi y Shachi.
- Innocent Venus como Steve.
- Kekkaishi como Gagin.
- One Piece como Gomorrah.
- Pokémon: Diamante y Perla como Elekid, Enta y Sakaki.
- Pumpkin Scissors como Cabo Randel Oland.
- Witchblade como Nakata.

2007
- Baccano! como Berga Gandor.
- Bleach como Aldegor.
- Detective Conan como Kazuma Sakaki.
- El Cazador de la Bruja como Douglas Rosenberg y Steve Beckman.
- GeGeGe no Kitarō como Akira, Satake y Wanyuudou.
- Hayate no Gotoku! como Seishirō Klaus.
- Ikki Tōsen: Dragon Destiny como Kansho Kochu y el Narrador.
- Rental Magica como Tastumi Shitou.
- Seto no Hanayome como Gōzaburō Seto.
- Tengen Toppa Gurren-Lagann como Gyuzak.

2008
- Chaos;Head como Genichi Norose.
- Hokuto no Ken - Raoh Gaiden: Ten no Hao como Uighur.
- Golgo 13 como Thomas.
- Hakushaku to Yōsei como Slade.
- Junjō Romantica como Tanaka.
- Kannagi como Reiri Suzushiro.
- Kyōran Kazoku Nikki como Do Gon.
- Líos de Pingüino como Gordon Watanabe.
- Macross Frontier como Bobby Margot y Ranzou Saotome.
- Nijū Mensō no Musume como Muta.
- Shigofumi: Stories of Last Letter como Saizou Kiyosumi.
- Soul Eater como White Star.
- To Love-Ru como Mojack.
- Tytania como Ajman Tytania.

2009
- Beyblade: Metal Fusion como Benkei Hanawa (Toro Enmascarado).
- Bleach como Charlotte Cuuhlhourne.
- Darker than Black: Ryūsei no Gemini como Genma Shizume.
- Fullmetal Alchemist: Brotherhood como Scar y Garfiel.
- Naruto: Shippūden como Jiroubou.
- Phantom: Requiem for the Phantom como el Coronel Wallace.

2010
- Beyblade: Metal Masters como Benkei Hanawa (Toro Enmascarado).
- Naruto: Shippūden como Tekuno Kanden.
- Pokémon: Negro y Blanco como el padre de Bel, Pendora, el abuelo de Robert, Sakaki y el Waruvile de Satoshi.
- To Aru Majutsu no Index II como Ritoku Komaba.

2011
- Bakuman 2 como Shinzou.
- Blood-C como Furu-Kimono.
- Gintama' como Shachi.
- Gyakkyō Burai Kaiji: Hakairoku-hen como Sekiya.
- Hidan no Aria como Vlad.
- Kamisama Dolls como Atsushi Kuga.
- Kore wa Zombie Desu ka? como Zarii.
- Mobile Suit Gundam AGE como Don Boyage.
- Naruto: Shippūden como Akatsuchi.
- Phi Brain: Kami no Puzzle como Funga.
- Sacred Seven como el padre de Makoto Kagami.
- Sekaiichi Hatsukoi: Segunda Temporada como Tanaka.
- Sket Dance como Shinzō Takemitsu.
- Tiger & Bunny como Chuckman.
- Un-Go como Teishin Yamamoto.
- Yumekui Merry como Pharos Hercules.

2012
- Beyblade: Shogun Steel como Benkei Hanawa (Toro Enmascarado).
- Detective Conan como Nozomu Shimazaki.
- High School DxD como Miru-tan.
- Kyōkai Senjō no Horizon II como Diego Velázquez.
- Papa no Iukoto o Kikinasai! como Hanamura-senpai.
- Pokémon: Negro y Blanco: Rival Destinies como el Waruvile de Satoshi.
- Psycho-Pass como Koichi Ashikaga.
- Sword Art Online como Eugene.

2013
- Shingeki no Kyojin como Mike Zacharias.
- Boku wa Tomodachi ga Sukunai Next como Koyomi Fujioka.
- Gundam Build Fighters como Monta Gonda.
- Hataraku Maō-sama! como Kuryuu.
- Strike the Blood como Rudolph Eustach.
- Suisei no Gargantia como Okama.

2015
- Arslan Senki como Kubard.
- Plastic Memories como Shinonome

2016
- Arslan Senki: Fūjin Ranbu como Kubard.
- Danganronpa 3 como Great Gozu.
- My Hero Academia como All Might.
- Time Bokan 24 como Suzukky.

2017
- Berserk 2017 como Zodd.
- My Hero Academia 2 como All Might.
- Time Bokan 24 como Suzukky.
- Idol Time PriPara como  Babario Ohkandagawa, Takki.
- New Game!! como  Dandy Max.
- Angel's 3Piece! como  Kenta Ogi.
- Mahojin Guru Guru como Minaji.

2018
- High Score Girl como Zangief.
- Death March Kara Hajimaru Isekai Kyōsōkyoku como Rey demonio.
- Overlord II como Cocytus.
- Banana Fish como Cain Blood.
- Overlord III como Cocytus.
- Radiant Como Torque.
- My Hero Academia 3 como All Might.
- Boruto: Naruto Next Generations como Akatsuchi

2019
- Chihayfuru como Harada Hideo.
- Mob Psycho 100 II como Hiroshi Shibata.
- Isekai Quartet como Cocytus.
- 7 Seeds como Akiwo Haza.
- My Hero Academia 4 como All Might.

2020
- Breakers como Ken Narita/Narrador.
- Tower of God como Rak Wraithraiser.
- Golden Kamuy 3rd Season como Maiharu Gansoku.
- Boruto: Naruto Next Generations como Boro

2021
- My Hero Academia 5 como All Might.

2022
- Urusei Yatsura como Onsen-Mark
- My Hero Academia 6 como All Might.

2024
• Dragon Ball Daima como Tamagami Número Tres.

### Especiales
2006
- Pikachu no Wanpaku Island como Donphan y Hariteyama.

2007
- Pokémon Mystery Dungeon: Explorers of Time and Darkness como Gabaito.
- Pokemon Mystery Dungeon: Team Go-Getters Out of the Gate! como Namazun.

2013
- One Piece: Episodio de Merry: La historia de un amigo más como Zambai.

### OVAs
2003
- Eyeshield 21 - Maboroshi no Golden Bowl como Rocker.

2004
- New Getter Robo como Kintoki Sakata.
- Wolf's Rain como Tsume.

2005
- Karas como Karas (mayor).

2006
- Maria-sama ga Miteru 3.ª Temporada como Magane Takada.

2007
- .hack//G.U. Returner como Tohta.* .hack//G.U. Returner como Tohta.
- Koharu Biyori como Tetsushi Sumitomo.
- Hayate no Gotoku! como Seishirō Klaus.
- Tsubasa TOKYO REVELATIONS como Kusanagi.

2008
- Seto no Hanayome como Gōzaburō Seto.

2009
- Saint Seiya: The Lost Canvas como Dohko de Libra.

2010
- Air Gear: Kuro no Hane to Nemuri no Mori -Break on the Sky- como Buccha.
- Black Lagoon: Roberta's Blood Trail como Gardner.
- Mobile Suit Gundam Unicorn como Conroy Haagensen.

2012
- Code Geass: Akito the Exiled como Michele Manfredi.

2013
- Sanjōgattai Transformers Go! como Musashibō Benkei.

2016
- Mobile Suit Gundam: The Origin como Dozle Zabi.

2017
- Ajin (rol sin confirmar).[3]
- Boku no Hero Academia: Training of the Dead como All Might.

### ONAs
2012
- Upotte!! como Springfield.

### Películas
2001
- Ginga Tetsudō 999 ~Niji no Michishirube~ como Musashi Miyamoto.

2002
- Digimon Frontier - Revival of the Ancient Digimon como Grizzmon.

2006
- Digimon Savers: Kyūkyoku Power! Burst Mode Hatsudō como Ogremon.
- Pokémon Ranger y el Templo del Mar como Donphan y Giju.

2007
- Pokémon: The Rise of Darkrai como Gordy.

2009
- El profesor Layton y la diva eterna como Marco Broshiv.
- Líos de Pingüino: Shiawase no Aoi Tori de Go-Pen-nasai como Gordon Watanabe.
- Macross Frontier: Itsuwari no Utahime como Bobby Margot y Ranzou Saotome.
- Pokémon: Arceus y la Joya de la Vida como Hiidoran.

2010
- Metal Fight Beyblade VS Taiyō Shakunetsu no Shinryakusha como Benkei.

2011
- Macross Frontier: Sayonara no Tsubasa como Bobby Margot.

2012
- Berserk Ōgon Jidai-Hen (1, 2 y 3) como Nosferatu Zodd.
- Macross FB7: Ore no Uta o Kike! como Bobby Margot.
- Starship Troopers: Invasión como Ratzass.

2017
- Godzilla: Kaijuu Wakusei como Bellbe.
- Haikara-san ga Tooru Movie 1: Benio, Hana no 17-sai como Ushigorou.

2018
- My Hero Academia: Two Heroes como All Might.

2019
- My Hero Academia: Heroes Rising como All Might.

2021
- My Hero Academia: World Heroes Mission como All Might.

2022
- The First Slam Dunk como Takenori Akagi.

### CD Dramas
2017
- Koubutsu wa Ichiban Saigo ni Hara no Naka.[4]
- Mushoku Tensei: Isekai Ittara Honki Dasu Den-i Meikyuu-hen Drama CD Booklet.[5]

### Videojuegos
- God of War como Kratos.
- .hack//Link como Tawaraya, Touta y Trommel
- Captain Tsubasa: Dream Team como Deuter Müller

- F.E.A.R. como Spencer Jankowski
- Final Fantasy II como Guy
- Fushigi Yūgi: Suzaku ibun como Mitsukake
- Mega Man Zero 4 como Kraft
- Ni no Kuni como Solon/Claude
- Neo Geo Heroes: Ultimate Shooting como Marco Rossi
- Ace Attorney Investigations: Miles Edgeworth como Shiryuu Rou (Shi-Long Lang)
- Project Sylpheed como Taskent Eagle
- Resident Evil: Operation Raccoon City como Nicholai Zinoviev
- Sengoku Musou ~Sanada Maru~ como Sanada Masayuki
- Shadow the Hedgehog como Vector the Crocodile
- Sonic Free Riders como Vector the Crocodile
- Sonic Heroes como Vector the Crocodile
- Sonic Rivals 2 como Vector the Crocodile
- Sonic Generations como Vector the Crocodile
- Soulcalibur V como Z.W.E.I.
- Street Fighter IV como Zangief
- Street Fighter X Tekken como Zangief
- Final Fantasy XV como Gladolius
- My Hero One's Justice como All Might
- League of Legends servidor Japonés como Panteón

### Doblaje
- Amores perros como Ramiro
- The Grim Adventures of Billy & Mandy como Grim
- Thor como Thor
- Texas Chainsaw 3D como Leatherface
- Galaxia Wander como Don Odión
- Zootopia como Jefe Bogo